# Archaeopolycentra zherikhini
Archaeopolycentra zherikhini là một loài Trichoptera hóa thạch trong họ Polycentropodidae.